# دهستان گرمسیر
دهستان گرمسیر نام دهستانی در  بخش مهاباد شهرستان اردستان، استان اصفهان در ایران است. براساس سرشماری مرکز آمار ایران در سال ۱۳۸۵، جمعیت آن ۳۷۸۱ نفر (۹۷۳ خانوار) بوده‌است.

## روستاها
- بلهور
- دشت آزادگان
- دشت سجادیه
- دولت‌آباد
- Etazadi
- گل انجیره
- گلستان مهدی‌آباد
- گروه رضامعینی
- Goruh-e Sarhangcheh
- حسن‌آباد
- حیدرآباد
- حسین‌آباد
- جعفرآباد
- کسوج
- خرم‌آباد
- خشک‌آباد
- مزرعه علی بن موسی الرضا
- Mojemueh-ye Chahhay-e Eslamabad
- موغار
- امیدیه
- رحمت‌آباد
- سهامیه
- سرهنگچه
- سریجهن
- سیدآباد
- شمس‌آباد